# Роберт Флаерті
Ро́берт Джо́зеф Фла́ерті (англ. Robert J. Flaherty; 16 лютого 1884 — 23 липня 1951) — канадсько-американський кінодокументаліст, режисер, родоначальник документального кіно.

## Біографія

### Дитинство та молоді роки
Народився у містечку Айрон-Маунтен, штат Мічиган в сім'ї, де було семеро дітей. Батько — Роберт Генрі Флаерті, протестант з Ірландії, мати — Сюзан Клокнер, католичка з Німеччини. Батько був гірничим інженером. Хлопчик ріс розумним і талановитим, але надзвичайно жвавим, невгамовним, мав дещо їдке почуття гумору. У 1896 році батька направили до Онтаріо менеджером шахти Голден Стар, де він повинен був вести роботи по пошуку заліза, срібла та золота. Він взяв з собою Роберта-молодшого, з надією, що перебування у природних умовах стане корисним для його характера — таким чином хлопчик опинився у Канаді. Решта сім'ї залишилась у Х'ютоні (Houghton), штат Мічиган.
Перебуваючи в умовах табору, займаючись рибальством та полюванням, приятелюючи з Оджибвеями, хлопчик встановив дружні стосунки з навколишнім світом. Але це ще більше робить його незалежним у поглядах та сміливим у вчинках. Його відправляють на навчання до престижного коледжу у Торонто (Upper Canada College). Юнак, що говорить двома мовами, є вільним від провінційних умовностей, схильним до музики, має геологічний досвід, вільно спілкується з усіма верствами студентства у коледжі. З коледжу його відраховують за гру у боулінг у спальному корпусі гуртожитку та використання як кеглів порцелянових кухлів для води.
Сім'я переїздить до Порт-Артура (зараз Тандер-Бей), що відокремлений від найближчого великого міста сотнями миль дикої місцевості. Озеро Верхнє було всього у чотирьох кварталах від будинку Флаерті, а нова школа, в яку пішов Роберт (Port Arthur High School) — якраз через дорогу. Юнак мав неабиякі здатності до музики — він грав на скрипці і його викладач стверджував, що у хлопця справжній талант, але він не знає, що таке дисципліна. У той же час у нього з'явилося нове захоплення, яке стає його пристрастю — фотографія.
Батько вирішив, що Роберт має навчатися тому, до чого найбільше має бажання та схильність, і юнак вступає до Гірничої Школи у Мічигані (Michigan School of Mines) (зараз Мічиганський Технологічний університет), щоб стати інженером-гірником. Але й там він витримує усього 7 місяців — занадто багато рутини. У цій школі він знайомиться з донькою президента школи, Френсіс Габбард, милою дівчиною, яка любить музику та прогулянки у лісі. Але батьки дівчини вважають, що обидва ще занадто юні для створення сім'ї.
Не завершивши навчання, Роберт починає спочатку працювати на мідній шахті, а потім розвідником копалин, разом з товаришами батька по розвідувальній партії. До 1906 року він весь час заробляє гроші пошуковими подорожами, але спочатку на захід. У цей час він знайомиться з Ештоном Елстоном, власником форту Черчілл компанії Hudson's Bay у північній Манітобі, у якому поєднувалося життя торгове, традиційне та першопрохідницьке. Елстон був тією людиною, яка надихнула Флаерті на подорож до півночі, щоб побачити те життя на власні очі.
Як розвідник копалин Роберт приніс багато користі, але вони не були оцінені владою. У Британській Колумбії Флаерті шукав і знайшов мармур, але єдиним його досягненням, що дозволило бути запрошеним до губернаторського будинку у Вікторії, своєрідного центру пошани та визнання, стала його блискуча гра на скрипці. У цей же час він знову зустрічається з Френсіс Габбард, яка повернулася зі Швейцарії, і вони заручуються. Заручення тривало досить довго — 8 років.
Повернувшись до Онтаріо, він здійснює розвідувальну подорож на Північ, до озера Гурон. Цього разу батько запропонував маршрут до Арктики, знаючи, що відомий розробник, підрядник-будівник залізниць, фінансист Вільям Маккензі планує розширити Канадську Північну залізницю на північ, якщо там знайдеться залізо. Маккензі згодився фінансувати подорож одного розвідника у випадку, якщо цей «один» може гарантувати успіх — і Флаерті гарантував.

### Подорож на Північ
Офіційним завданням Флаерті було дослідити острови Настапока. У вересні 1911 року на острові Чарлтон він уперше зустрічається з інуїтами — корінним населенням цього регіону. Вони пояснюють, що його плани по пошуку заліза є марними, оскільки погодні умови не дозволяють проводити розвідку — пливти вже було неможливо, а пересуватись на санях ще зарано. Це був перший урок для Флаерті на Півночі — єдиною зброєю проти погодних умов там є терпіння та очікування. Тому Флаерті узявся за дослідження навколишніх територій та нанесення їх на мапу. Він обстежив місцевість форту Джорж, де жили індіанці племені наскапі, що були схожі на лапландців. Також він зробив цікаві висновки про інші території, які на офіційних картах виглядали не так, як про них говорили інуїти та як їх побачив дослідник — ланцюг островів Белчерз за його теорією був продовженням залізорудних залягань Міннесоти.
Наступної зими 1912 року умови знову були несприятливими для досліджень. Тоді Флаерті змінив напрямок подрожі і разом з частиною команди, провідниками та мисливцями вийшв у путь уздовж півострова Унгава. Він пройшов одним шляхом на схід до моря, а потім на захід іншим шляхом, увесь час наносячи на мапу об'єкти. Він був першим з білих людей, хто зробив карту півострова.
У серпні 1916 року на своєму судні «Леді» з бухти у Ньюфаундленді Роберт Флаерті знову вирушив у подорож до островів Белчерз. Він збирався зимувати там. Цього разу він взяв з собою дивні речі — піаніно та кіноапарат, обладнання для друку. Раніше Роберт робив тільки статичні фотографії, що фіксували, де він був та з ким зустрічався. Найбільш вражаючими були знімки місцевих жителів Півночі, йому вдалося вловити героїзм та красу цих людей, тому знімки були дуже реалістичними. Цього разу він задумав зафіксувати все у русі.
Погода знову ще на рік завадила йому дістатися островів Белчерз. Потім він сів на мілину і його судно необхідно було капітально відремонтувати. Тим часом Роберт їде до Нью-Йорку, щоб одружитися з Френсіс Габбард. Йому вистачило часу провести медовий місяць, оселитися в Торонто та зайнятися монтажем кадрів, які він відзняв.
Нанесення на мапу островів Белчерз було закінчене до серпня 1916 року. Припущення Флаерті про залізну руду підтвердились. Але настав час повертатися і Флаерті подарував своїм друзям-інуїтам те, що в нього було цінного на згадку — одному піаніно, другому «Вінчестер», третьому — каное. Дослідник вже тоді помітив, що, на жаль, вплив білих людей на інуїтів був не найкращим. Пізніше він дізнався, що перший ескімос продав піаніно, провізши його близько 300 міль на санях, другий, переправляючись на своєму каяці з привязаним каное замість паруса через протоку, загинув, бо вітер перекинув його, а третій був застрелений своїми ж односельчанами у порядку самооборони, коли, зведений з глузду голодом, тероризував людей подарованим «Вінчестером».
Повернувшись до Торонто, Флаерті намагався створити фільм про інуїтів, але вогнем від сигарети було знищено усе. Статті про подорож через півострів Унгава та острови Белчерз були опубліковані у журналі «Географічний огляд» (Geographical Review) у 1918 році, проте вони не принесли задоволення та спокою досліднику.
Наступна спроба відзняти життя інуїтів відбулася у 1920 році. Гроші дала французька компанія, яка торгувала хутром. Цього разу спроба була вдалою і Флаерті, провівши 16 місяців разом з інуїтами, створив природничий фільм, що здобув світову славу — «Нанук з Півночі» (Nanook of the North). Його прем'єра відбулась у Нью-Йорку у 1922 році і мала грандіозний успіх у публіки та критики. Пізніше, фільм був визнаний першим повнометражним документальним фільмом.

### Подорож на Південь
Після такого успіху Флаерті запрошують до студії «Парамаунт» і фінансують подорож до одного з островів Самоа у південній частині Тихого океану для зйомок фільму «Моана» (Moana: A Romance of the Golden Age), відомого як «Моана південних морів») про корінних жителів островів. З Робертом поїхала його дружина та помічник Френсіс, їх три доньки у віці від 3-х до 6-ти років, гувернантка та молодший брат Роберта. Планувалось, що Флаерті повторить успіх свого попереднього проекту з ескімосами. Зйомки продвжувались з квітня 1923 по грудень 1924 року, фільм був готовий у грудні 1925 року. Центральною була тема відносин Людини та Природи, але життя юнака-полінезійця Моани в умовах м'якого клімату півдня позбавлене трагічної конфліктності, як це було у випадку з «Нануком». Критика назвала фільм «глибоко меричною поемою на тему останнього раю на землі», а критик Джон Грірсон вперше вжив до нього термін «документальний». Сам Флаерті і там вже побачив вплив цивілізованої людини на аборигенів, чим був незадоволений. Зі студією «Парамаунт» у нього відбувся конфлікт, коли там зажадали скоротити фільм для необхідного формату. Комерційного успіху фільм не мав, але закріпив за режисером репутацію «експерта з екзотики».

### Подальша доля
Невдалою була доля стрічок «24-доларовий острів» (The Twenty-Four Dollar Island) та «Історія горшечника» (The Pottery-Maker). Згодом режисер почав роботу з Вільямом Ван Дайком над «Білими тінями східних морів» (White shadows in the south seas), 1928. Наступна робта з іншими режисерами склалась у Флаерті лише у 1930 році. Це був німецький майстер Фрідріх Вільгельм Мурнау, з яким вони планували багато проектів, та зняли лише фільм «Табу» (Tabu), права на який врешті викупив сам Мурнау і доробив його. Картина виявилася дуже прибутковою і Флаерті зміг завдяки цьому узятися в 1933 році до іншого проекту, вже на Британських островах. Там він розпочав зйомки свого фільму «Людина з Арану» (Man of Aran), отримавши запрошення голови англійської школи документального кіно Джона Грірсона. Зйомки тривали більш ніж 3 роки й повернули Флаерті славу поета-кінодокументаліста. За фільм він отримав приз МКФ у Венеції у 1934 році.
У 1937 році Флаерті разом з відомим британським режисером Золтаном Кордою знімає фільм «Маленький погонщик слонів» (Elephant boy) за мотивами творів Ред'ярда Кіплінга. Флаерті знімав натурні епізоди, а Корда — павільйонні.
По поверненні до США (у 1941 р.) на замовлення департаменту землеробства Флаерті створює картину «Земля» (Land), екологічний пафос якої, однак, не був схвально сприйнятий урядом і картина була заборонена (її продемонстрували лише один раз у «Музеї сучасного мистецтва»).
Останньою стрічкою Флаерті стала «Луїзіанська історія» (The Louisiana Story), створена на замовлення компанії «Standard Oil» у 1948 році. Компанія дала режисерові повну свободу вибору місця зйомок та сюжету картини, та 200 тис. доларів бюджету. Флаерті провів 2 роки у тропічних лісах Луїзіани, вивчав звички та традиції місцевих мешканців, природу краю. Героєм картини став хлопчик Джозеф Боудро, син одного з нащадків французьких колоністів. Ідеєю фільму, як і завжди у Флаерті, стало співіснування природи та людей, які наступають на неї у процесі індустріалізації (життя та оточення сім'ї Джозефа Боудро змінюються з появою нафтобурової компанії у їх місцевості). Фільм отримав нагороду Оскар у 1949 році.
У 1950 році вийшов документальний фільм «Титан: Історія Мікеланджело» (англ. The Titan: Story of Michelangelo), у якому Роберт Флаерті виступив як режисер та продюсер. Фільм виборов Оскар у 1951 році.
Режисер помер, так і не розпочавши ще два проекти для Держдепартаменту, що були ним заплановані на 50-ті роки — «Зелений кордон» про поділ Німеччини та «Схід є Захід» про Гаваї.
Його вираз про те, що «фільм є найдовшою відстанню між двома точками», знають майже усі кінематографісти. Не зважаючи на те, що Роберт Флаерті багато подорожував, об'їздив майже увесь світ, у своєму будинку у місті Вермонт, штат Монтана, над каміном він помістив кельтський слоган «Більше ніяких поневірянь» (Wander No More).
Творчість Флаерті завжди була пов'язана з людиною, її суттю, що не зазнавала впливу сучасної цивілізації. Своїх героїв він знаходив «на периферії», але це не були «примітивні народи», просто вони були вилучені з конкретних соціальних та історичних зв'язків, та жили у романтичному світі один на один з природою. І хоча нерідко режисер ідеалізував ці народи, все ж йому вдалося показати світові, якою щасливою може бути людина, коли вона живе у згоді з собою та оточуючим її світом. Його називають батьком документального кіно. «Відкриття світу, вивчення його — сама хвилююча сторона життя кінодіяча, — говорив Флаерті. — Всі свої фільми я створив з глибокою любов'ю до всього незвіданого…».

## Фільмографія
- 1922 — «Нанук з Півночі» (англ. Nanook of the North) — режисер, сценарист, оператор, продюсер
- 1925 — «Історія горшечника» (англ. The Pottery-Maker) — режисер
- 1926 — «Моана» (англ. Moana: A Romance of the Golden Age; інша назва — «Моана південних морів») — режисер, сценарист, оператор
- 1927 — «24-доларовий острів» (англ. The Twenty-Four Dollar Island) — режисер, продюсер
- 1928 — «Білі тіні Південних морів» (англ. White Shadows in the South Seas) — режисер
- 1931 — «Табу» (англ. Tabu) — режисер, сценарист, оператор, продюсер
- 1933 — «Індустріальна Британія» (англ. Industrial Britain) — режисер
- 1933 — «Склодув з Англії» (англ. The Glassmakers of England) — режисер
- 1933 — «Англійський горшечник» (англ. The English Potter) — режисер
- 1933 — «Мистецтво англійського ремісника» (англ. Art of the English Craftsman) — режисер
- 1934 — «Людина з Арану» (англ. Man of Aran) — режисер, сценарист, оператор
- 1937 — «Маленький погонщик слонів» (англ. Elephant boy) — режисер
- 1942 — «Земля» (англ. The Land) — режисер
- 1948 — «Луїзіанська історія» (англ. The Louisiana Story) — режисер, сценарист, продюсер
- 1950 — «Титан: Історія Мікеланджело» (англ. The Titan: Story of Michelangelo) — режисер, продюсер

## Нагороди
- 1949 — Оскар за найкращий сюжет для художнього фільму «Луїзіанська історія» (The Louisiana Story)
- 1937 — «Золотий лев» Венеційського кінофестивалю за фільм «Маленький погонщик слонів» (Elephant boy)
- 1934 — Кубок Муссоліні Венеційського кінофестивалю за фільм «Людина з Арану» (Man of Aran)